# Лаура Гарсія-Каро
Лаура Гарсія-Каро Лоренсо (ісп. Laura García-Caro Lorenzo; нар. 16 квітня 1995) — іспанська легкоатлетка, яка спеціалізується в спортивній ходьбі.

## Спортивні досягнення
Бронзова призерка командного чемпіонату світу з ходьби на дистанції 20 км в командному заліку (2018).
Срібна призерка командного чемпіонату світу з ходьби на дистанції 10 км в юніорській віковій категорії в командному заліку (2014).
Срібна (2019) та бронзова (2017, 2021) призерка командних чемпіонатів (кубків) Європи з ходьби на дистанції 20 км в особистому заліку.
Багаторазова переможниця командного чемпіонату Європи з ходьби на дистанції 20 км в командному заліку.
Бронзова призерка чемпіонату Європи серед молоді у ходьбі на 20 км (2015).